# Castelo de Champs-sur-Marne

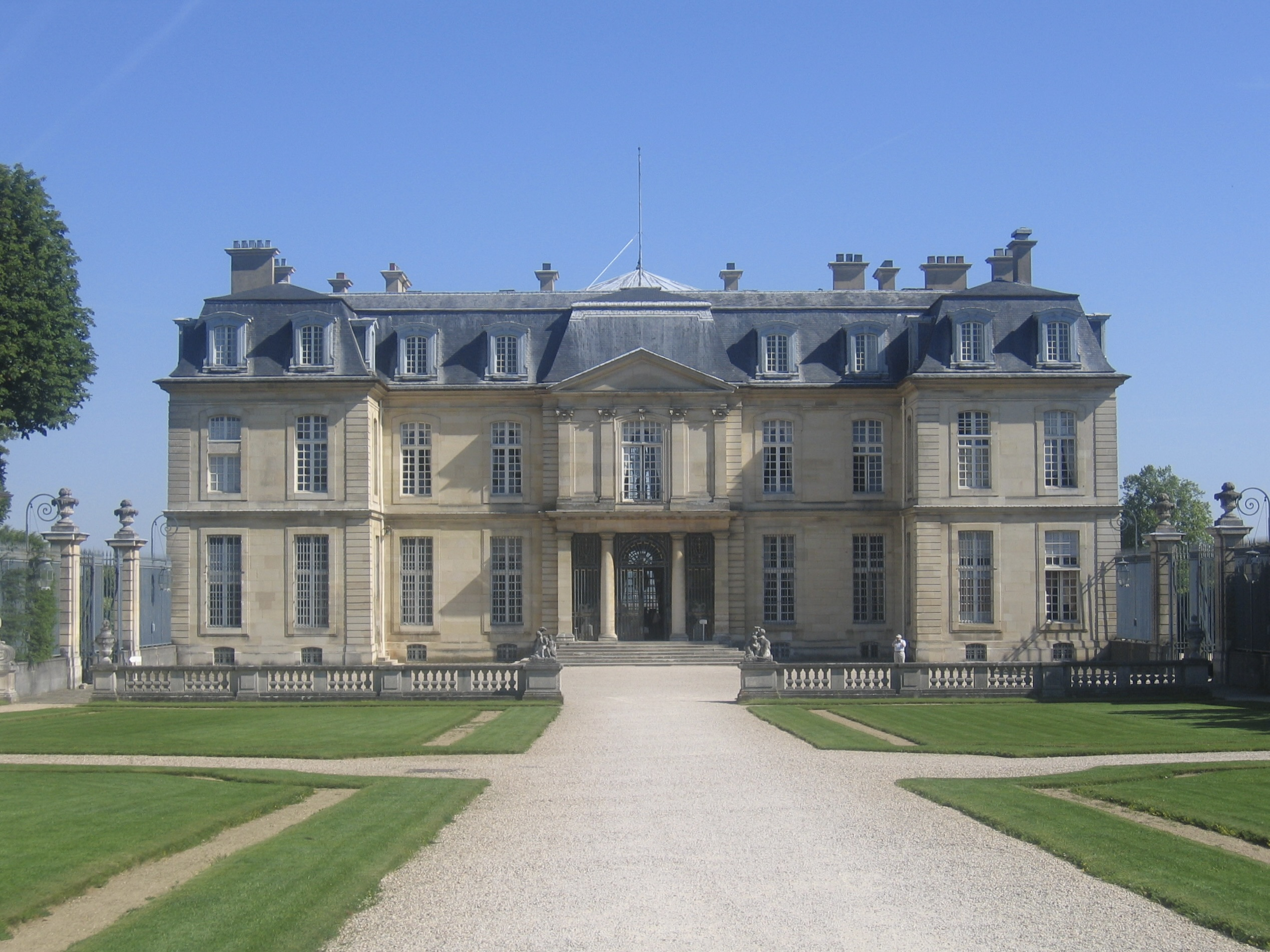
Fachada sul do Château de Champs-sur-Marne

O Castelo de Champs-sur-Marne é um palácio francês do século XVIII situado em pleno centro da cidade de Champs-sur-Marne, no departemento de Sena e Marne, região da Ilha de França.
No coração dum domínio de 85 hectares, o palácio foi construído no início do século XVIII, por Pierre Bullet e o seu filho Jean-Baptiste Bullet de Chamblain, para dois financeiros de Luís XIV. Tipo perfeito da casa de recreio à francesa, com a sua planta rectangular e rotunda sobre o jardim, testemunha a evolução da sociedade na busca de mais conforto. Comprado em 1895 pelo Conde Louis Cahen d'Anvers, que o restaurou, remobilou e mandou recriar os jardins pelos paisagistas Henri e Achille Duchêne, o Château de Champs-sur-Marne foi doado ao Estado em 1935. Actualmente, é gerido pelo Centro dos Monumentos Nacionais.

## História

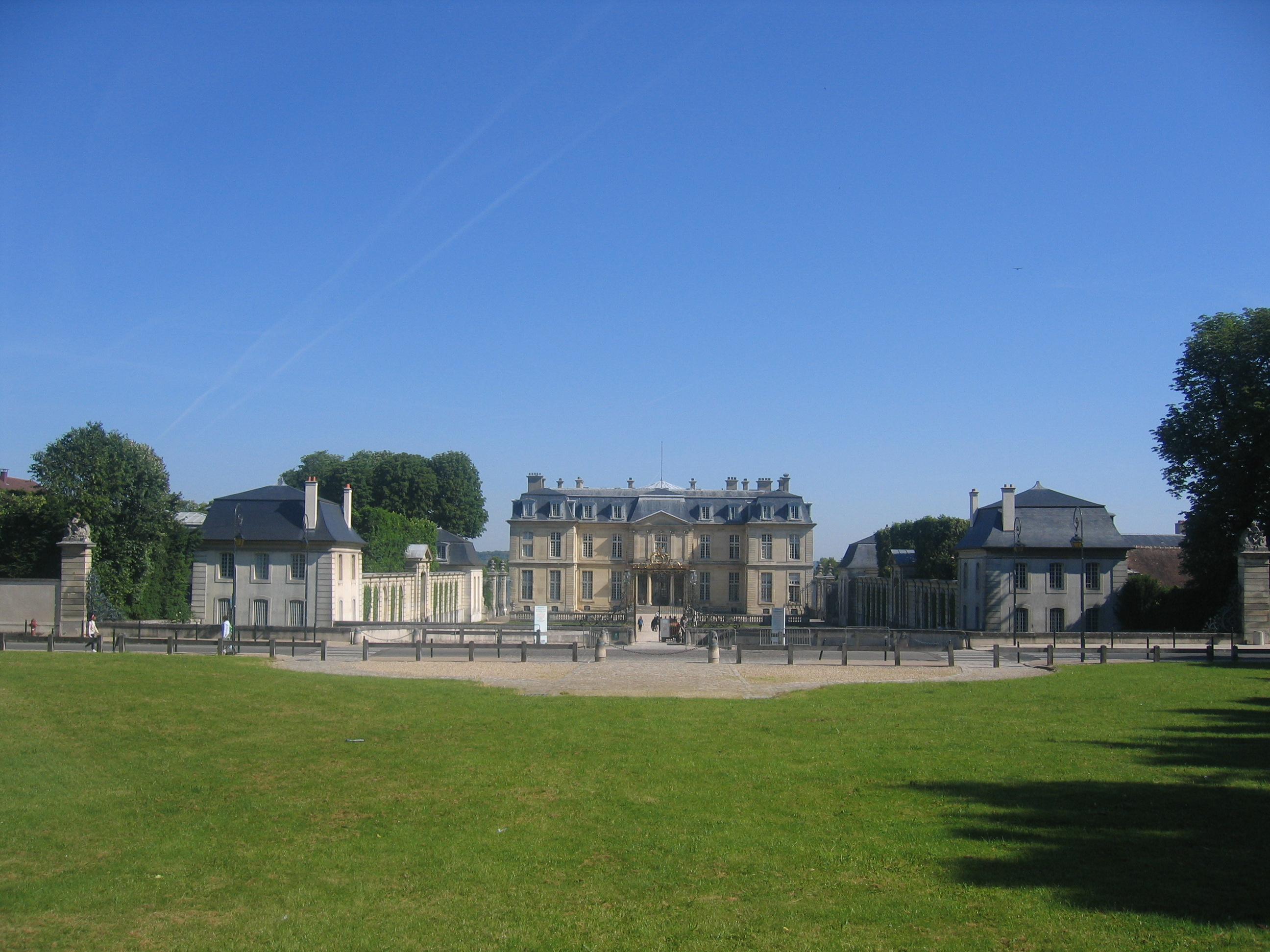
Vista geral do Château de Champs-sur-Marne

Champs é mencionado entre 1079 e 1096 numa carta de franquia assinada por Adam de Champs. O senhorio permaneceu na sua família até 1399, data em que Jeanne II de Champs o vendeu à família d'Orgemont, originária de Lagny-sur-Marne.
Até ao final do século XVII, passou por várias mãos antes de ser adquirido, entre 1696 e 1698, por Charles Renouard de La Touanne (falecido em 1704), tesoureiro do Extraordinário das guerras. Em 1699, este pediu aos arquitectos Pierre Bullet e Jean-Baptiste Bullet de Chamblain que lhe construissem uma nova residência, mas faliu e os trabalhos foram parados.
Renouard de La Touanne viu o seu palácio confiscado em 1701. Em 1703, foi comprado por um outro financeiro, Paul Poisson de Bourvallais, um rico "tratante" que adquiriu em 1695 o cargo de "Secretário do Rei, Casa e Coroa de França (a famosa "savonnette à vilain"), depois Secretário do Conselho Real das Finanças, modelo do Turcaret de Lesage. Este mandou acabar os trabalhos sob a direcção de Bullet de Chamblain. A construção foi terminada em 1707. Os jardins à francesa foram criados por volta de 1710, sem dúvida por Claude Desgots, sobrinho-neto e aluno Le Nôtre.
Dois anos depois da opération du visa, Paul Poisson de Bourvallais foi acusado de peculato e a Câmara de Justiça fê-lo confessar em 1716, dois anos antes da sua morte. Teve que desfazer-se de Champs-sur-Marne; segundo Duque de Saint-Simon, nas suas Mémoires, à chegada do Regente Filipe d'Orleães: "Bourvallais, um dos mais ricos tratantes e dos mais maltratados pela câmara de justiça, foi espoliado duma soberba casa de campo em Champs que ele tinha feito encantadora e que, duma "maison de bouteille", tinha feito sede duma grande e bela terra à força de aquisições".
Após a condenação de Paul Poisson de Bourvallais, o palácio foi confiscado pela Coroa e vendido, em 1718, à Princesa de Conti, filha legitimada de Luís XIV e de Louise de La Vallière. Esta logo cedeu a "nua-propriedade" ao seu primo, Charles François de La Baume Le Blanc, Marquês e, depois, Duque de La Vallière. O filho deste, Louis César de La Baume Le Blanc, Duque de La Vallière (1708-1780), herdou-o em 1739, tendo ali recebido homens de letras, como Voltaire, Diderot, d'Alembert e Moncrif. Depois da construção do seu magnífico palácio de Montrouge, cerca de 1750, abandonou pouco a pouco o Château de Champs e procurou vender o domínio, mas, por falta de comprador, acabou por arrendá-lo, entre Julho de 1757 e Janeiro de 1759, à Marquesa de Pompadour, de quem era amigo, por 12.000 livres por ano. Em Novembro de 1757, a marquesa recebeu ali o Príncipe de Soubise no regresso da derrota de Rossbach. Em 1763, o Duque de La Vallière acabou por vender Champs a Gabriel-Michel de Tharon (1702-1765), rico armador de Nantes, tesoureiro geral da Artilharia de França e director da ilustre Companhia das Índias.
Aquando da sua morte, o palácio passou para a sua filha, Anne-Henriette-Françoise Michel, Marquesa de Marbeuf pelo seu casamento, em 1757, com Jacques Auger, Marquês de Marbeuf (falecido em 1789), coronel de dragões, sobrinho do General de Marbeuf (1712-1786), oe célebre administrador da Córsega. Os conjuges estavam separados desde 1763. Com uma fortuna de 8 milhões de livres, a marquesa tinha o seu hôtel particulier parisiense no sítio do actual nº31 da Rue du Faubourg-Saint-Honoré e possuia igualmente Folie Marbeuf nos Champs-Élysées, ao nível das actuais ruas Lincoln e Marbeuf. Foi condenada à motte e executada no dia 5 de Fevereiro de 1794, "como convencida de ter desejado a chegada dos peussianos", segundo o Tribunal Revolucionário.
Apreendido como bem nacional, o domínio foi adquirido por adjudicação, em 1801, pelo sobrinho da Marquesa de Marbeuf, Pierre-Marc-Gaston de Lévis (1764-1830), Duque de Lévis, filho da outra filha de Gabriel Michel de Tharon, Gabrielle Augustine. O novo proprietário recebeu ali, nomeadamente, Chateaubriand. Em 1831, o seu filho vendeu o palácio a Jacques Maurice Grosjean. Em 1858, o imóvel tornou-se propriedade do agente de câmbios parisiense Ernest Santerre. O filho deste último, Sébastien, voltou a vendê-lo, em 1895, ao Conde Louis Cahen d'Anvers (1837-1922), rico banqueiro parisiense, que o mandou restaurar inteiramente e o remobilou.
Os Cahen d'Anvers levaram grande movimento ao palácio, onde organizaram numerosas festas e receberam, entre 1895 e 1922, Marcel Proust, Isadora Duncan, Afonso XIII de Espanha e Paul Bourget. O domínio empregava mais de sessenta jardineiros, doze guarda-caças, vinte domésticos e muitos trabalhadores. Em 1935, Charles, o filho mais novo do conde, doou o palácio ao Estado e vendeu o seu mobiliário, expressando a esperança que o edifício se viesse a tornar numa residência presidencial ou que servisse de residência de fim-se-semana ao Presidente do Conselho.
O palácio foi classificado como Monumento Histórico no dia 24 de Julho de 1935 e foi nomeado um conservador do domínio, estando aberto à visita. Contudo, logo após a doação, os hóspedes de honra da Presidência da Repúblicades foram recebidos em Champs, como o SultãoMohammed V de Marrocos e a sya família, em Junho de 1939. Estas estadas obrigavam, de cada vez, a fechar o palácio ao público.
A partir de 1959, o General de Gaulle fez de Champs uma residência para os Chefes de Estado em visita oficial em França. Os interiores foram inteiramente restaurados. Numerosos responsáveis de países africanos que acediam à independência foram ali recebidos, como o Presidente da República do Congo, o Abade Fulbert Youlou, que recebeu o General e a Senhora de Gaulle para jantar no palácio 22 de Novembro de 1961.
Esta vocação cessou definitivamente em 1971. O palácio foi, então, afectado ao Ministério da Cultura, que se encarregou de o abrir à visita e instalou o laboratório de pesquisa dos Monumentos Históricos nos comuns sudoeste, construídos pelos Cahen d'Anvers no final do século XIX.
Desde 20 de Setembro de 2006, e do afundamento dum tecto atacado por um fungo, o palácio está à espera de reparações e fechado ao público até nova ordem. No entanto, o parque pode ser visitado.

## Arquitectura

### A construção do palácio e as suas transformações

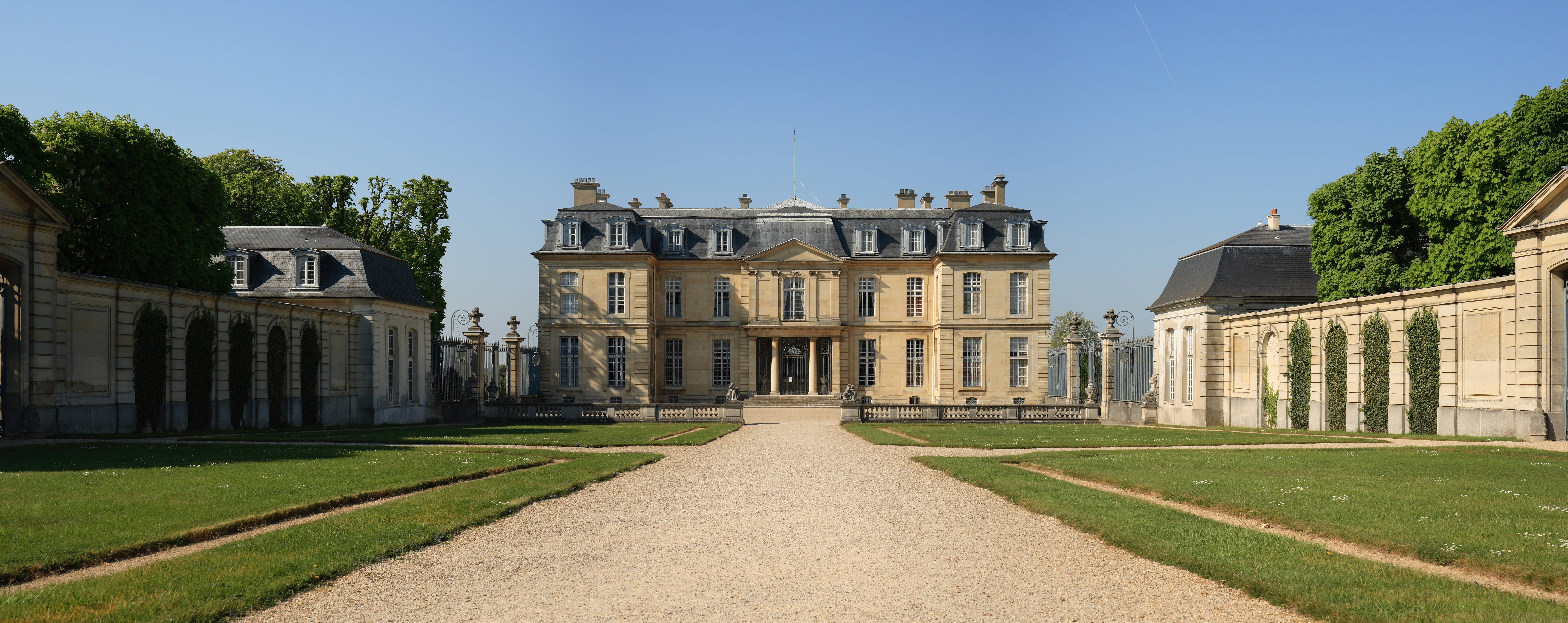
Vista geral da fachada sul do Château de Champs-sur-Marne

A concepção do Château de Champs-sur-Marne intervém num período de inovação arquitectónica e faz o arquétipo dessas "pequenas casas", residências de campo construídas nas proximidades de Paris para aristocratas e financeiros desejosos de escapar por um momento ao peso da corte.
O refúgio inicial concebido pelos Bullet para Renouard de La Touanne foi em seguida ampliado por Bullet de Chamblain para Poisson de Bourvallais. O pai Bullet ficou marcado pela tradição italiana, caracterizada por uma abundante ornamentação, enquanto que o seu filho assimilou completamente o estilo clássico francês.
A planta maciça do palácio retoma exemplos do século XVII, como o Château de Blérancourt, por Salomon de Brosse (1612), ou o Château de Maisons, por François Mansart (1643). Situado no eixo do gradeamento de honra, o principal corps de logis está isolado ao fundo dum pátio, separado da estrada por um curto fosso trasporto por um salto-de-lobo. Simples gradeamentos ligam-no aos edifícios dos comuns.
A planta rectagular maciça é animada em cada uma das fachadas principais por três corpos-avançados: Os corpos-avançados laterais guardam a traça das alas do palácio tradicional do Renascimento, de planta em U; o corpo-avançado central apresenta um salão em rotunda sobre o jardim que permite desfrutar de vistas mais variadas, dando um efeito de transparência do pátio até ao parque.
O Château de Champs-sur-Marne pode ser comparado com várias construções anteriores:
- o Château d'Issy (Issy-les-Moulineaux), construído por Pierre Bullet para o président à mortier Denis Talon na década de 1680, inspirado nas villas de Palladio, que compreendia igualmente um tramo central duplo em profundidade, englobando um vestíbulo que se abria para um salão, dois níveis de igual altura associando janelas rectangulares, com pleno cimbre e com arco segmentar (também chamado em "asa de cesta"), assim como colmeado de esquina e um emprego medido das ordens;
- o Château de Vaux-le-Vicomte (Seine-et-Marne), construído, entre 1656 e 1658 por Louis Le Vau para Nicolas Fouquet, superintendente das finanças de Luís XIV, onde se encontra pela primeira vez uma composição totalmente axial e um corpo-avançado central sobre o jardim.

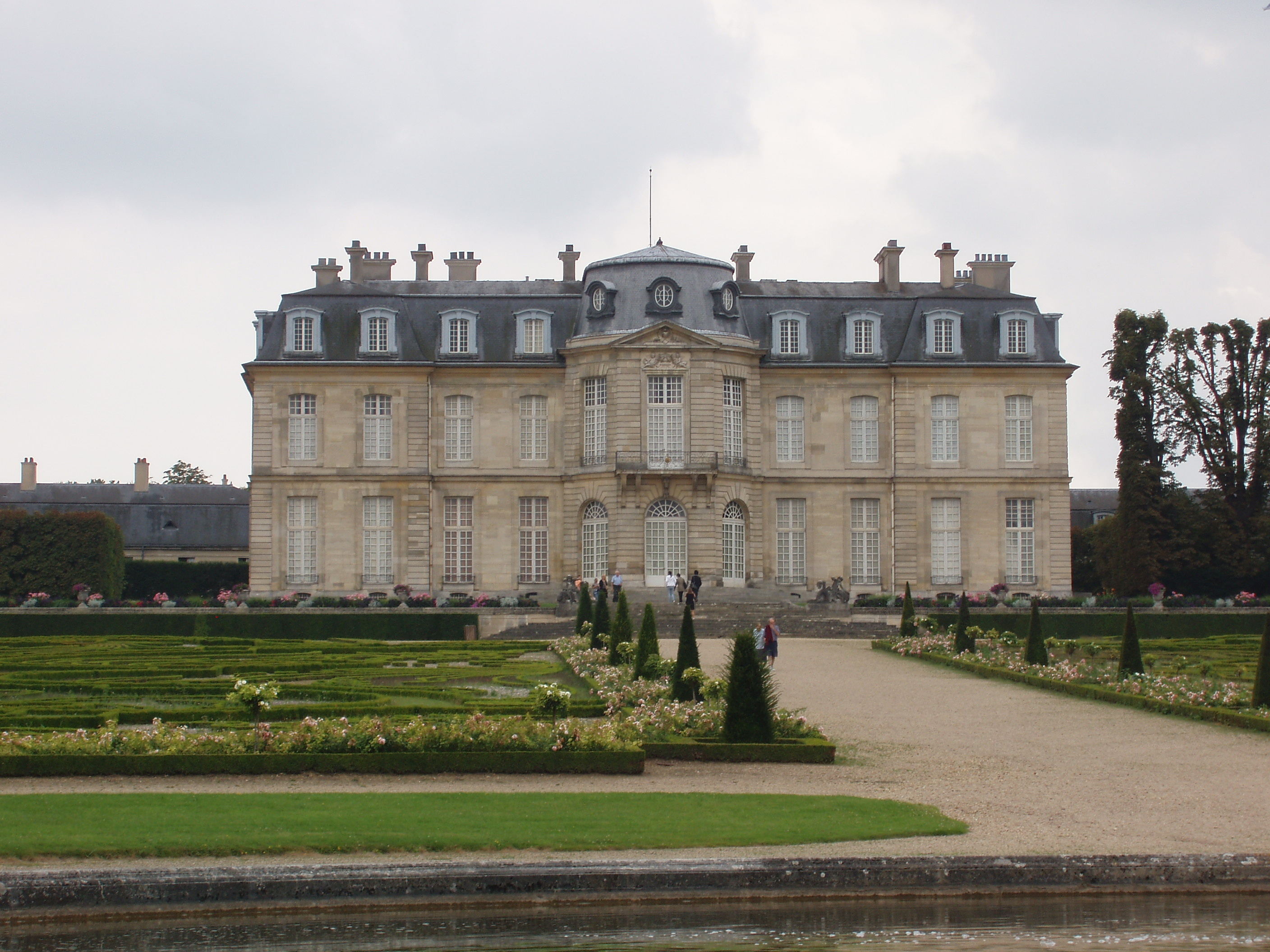
Fachada norte do Château de Champs-sur-Marne

O tratamento das fachadas de Champs existia na arquitectura francesa havia mais de meio século. Os dois níveis são de igual altura. O corpo-avançado central da fachada sobre o pátio é sobriamente ornado por uma ordem toscana no rés-do-chão e por pilastras compositas no primeiro andar. As janelas rectangulares, em asa de cesto ou em pelno cimbre, animam as fachadas. A escultura só está presente no corpo-avançado central da fachada sobre o jardim, sem dúvida resultante do projecto de Pierre Bullet, ornado acima da janela central por um vaso flanqueado por grifos onde Bullet de Chamblain tinha previsto um simples agrafe em forma de cabeça.
No século XVIII, o Château de Champs-sur-Marne foi imitado várias vezes, por exemplo, não muito longe, no Château de Jossigny (Seine-et-Marne), construído em 1743, talvez por Jacques Hardouin-Mansart de Sagonne, que apresenta um corpo-avançado central inclinado na fachada do lado do jardim, assim como no Château de Champlâtreux (Val-d'Oise), construído entre 1751 e 1757 por Jean-Michel Chevotet, que abre sobre o jardim um rotunda com dois níveis de ordens sobrepostas.
O Duque de La Vallière trouxe somente algumas alterações à fachada sobre o jardim, como testemunham as tábuas publicadas por Mariette. Putti substituém os grifos acima da janela do primeiro andar, enquanto que o telhado do pavilhão central é perfurado por aberturas ovais. Uma janela foi transformada em porta-janela num canto do grande gabinete, tornado num "salão chinês", com uma pequena escadaria permitindo um acesso fácil ao jardim. No século XIX, uma nova porta-janela sobre o jardim foi arranjada simetricamente áquela do salão chinês.
Em 1832, Jacques Maurice Grosjean nivelou os telhados e substituiu-os por um telhado em terraço à italiana  orlado por uma balustrada de efeito bastante infeliz. Os telhados à Mansart de origem foram restituidos a partir de 1895-1896 pelos Cahen d'Anvers, por obra do arquitecto Walter-André Destailleur, que trabalhou a partir de sete tábuas gravadas publicadas por Mariette, não sem modificar ligeiramente o perfil do telhado da rotunda. Uma nova porta-janela sobre o jardim foi perfurada no boudoir em camaïeu do rés-do-chão.

### A distribuição interior

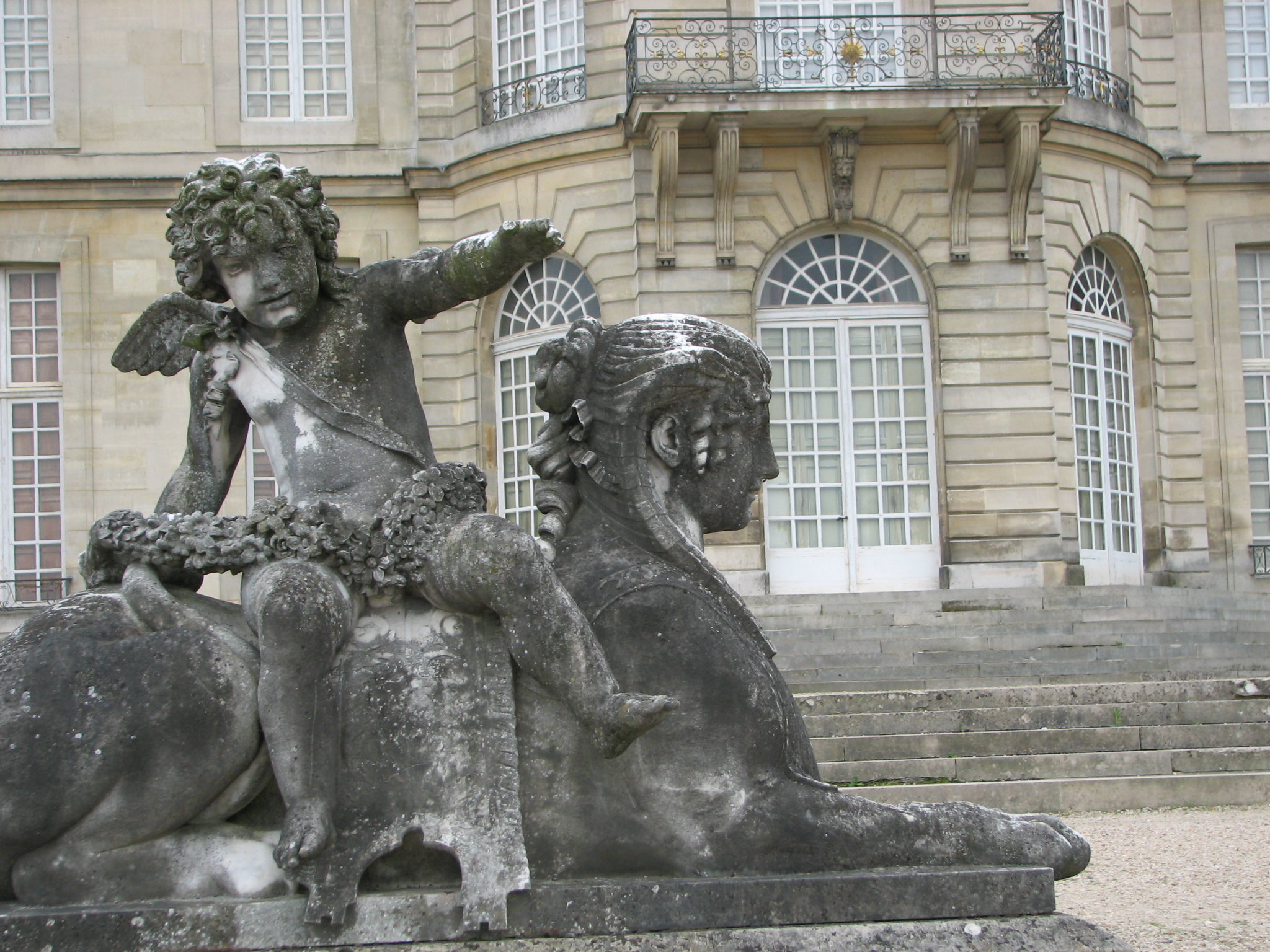
Esfíngie frente à fachada norte

A distriubuição interior constitui o aspecto mais inovador do Château de Champs-sur-Marne, formando "um marco importante da história da arquitectura francesa". O palácio é dado como exemplo em recolhas como De la distribution des maisons de plaisance et de la décoration des édifices en général (1737) e Cours d'architecture civile (1771-1777), ambas de Jacques-François Blondel, L'Architecture française (1727), de Jean Mariette, assim como em L'Art de bâtir des maisons de campagne (1743), de Charles-Étienne Briseux.
A inspiração da sociedade dirigia-se, então, para a busca de maior conforto. O modelo de casa de recreio concebido em França entre o fim do século XVII e o início do século XVIII seria de seguida imitado em toda a Europa. Encontra-se em Champs o desenvolvimento de vários conceitos já implementados em residências anteriores:
- a simetria axial da distribuição com um eixo dominante ocupado por um salão e um vestíbulo, como no Château de Vaux-le-Vicomte;
- o tratamento da escadaria, repousada para a esquerda, como em Issy ou Vaux-le-Vicomte; contudo, em Champs, a escadaria é de proporções monumentais, com um vão de escada que se eleva em cúpula até ao telhado, ao contrário da escadaria de Vaux-le-Vicomte, bastante mais discreta.

As divisões tornam-se independentes umas das outras. Comos nos hôtels particuliers parisienses, estão distribuidas em supla profundidade, servidas por um corredor central. Os quartos já não se evidenciam. Os planos inciciais de Bullet de Chamblain montram emanações à direita e à esquerda do salão do primeiro andar, dando directamente nos quartos de dormir. Cada um deles é dotado dum gabinete e dum guarda-roupa. Três pequenas escadarias servem um andar de serviço.
Também se vê aparecer, pela primeira vez, uma sala de refeições autónoma. Uma escadaria de lanço simples contígua liga-a à cozinha, situada no piso de serviço. No primeiro andar, no lado oeste, nota-se apresença duma capela, que já não existe.
No decorrer do século XIX, foram efectuadas transformações que reconstituiram um plano levantado antes de 1885 par Claude Sauvageot, desenhador de arquitectura: no rés-do-chão, o guarda-roupa e a passagem situada perto da sala de bilhar foram reunidos para criar uma biblioteca; o boudoir em camaïeu do rés-do-chão e o gabinete ao lado da capela, foram transformados num quarto de dormir. "É de notar que o quarto de Madame Pompadour contém duas camas que mostram bem que o palácio foi objecto, no decorrer do século XIX, dum certo número de renovações assinaladas somente por algumas menções. Esse século permanece para Champs largamente desconhecido". l
Nos tempos dos Cahen d'Anvers, o boudoir em camaïeu do rés-do-chão tornou-se no escritório do Conde Louis Cahen d'Anvers. Foram instaladas salas de banho nos guarda-roupas. Uma outra, para Cavalheiro, foi arranjada no subsolo, onde foi conservada. A capela foi transformada em quarto de dormir.

### A decoração interior

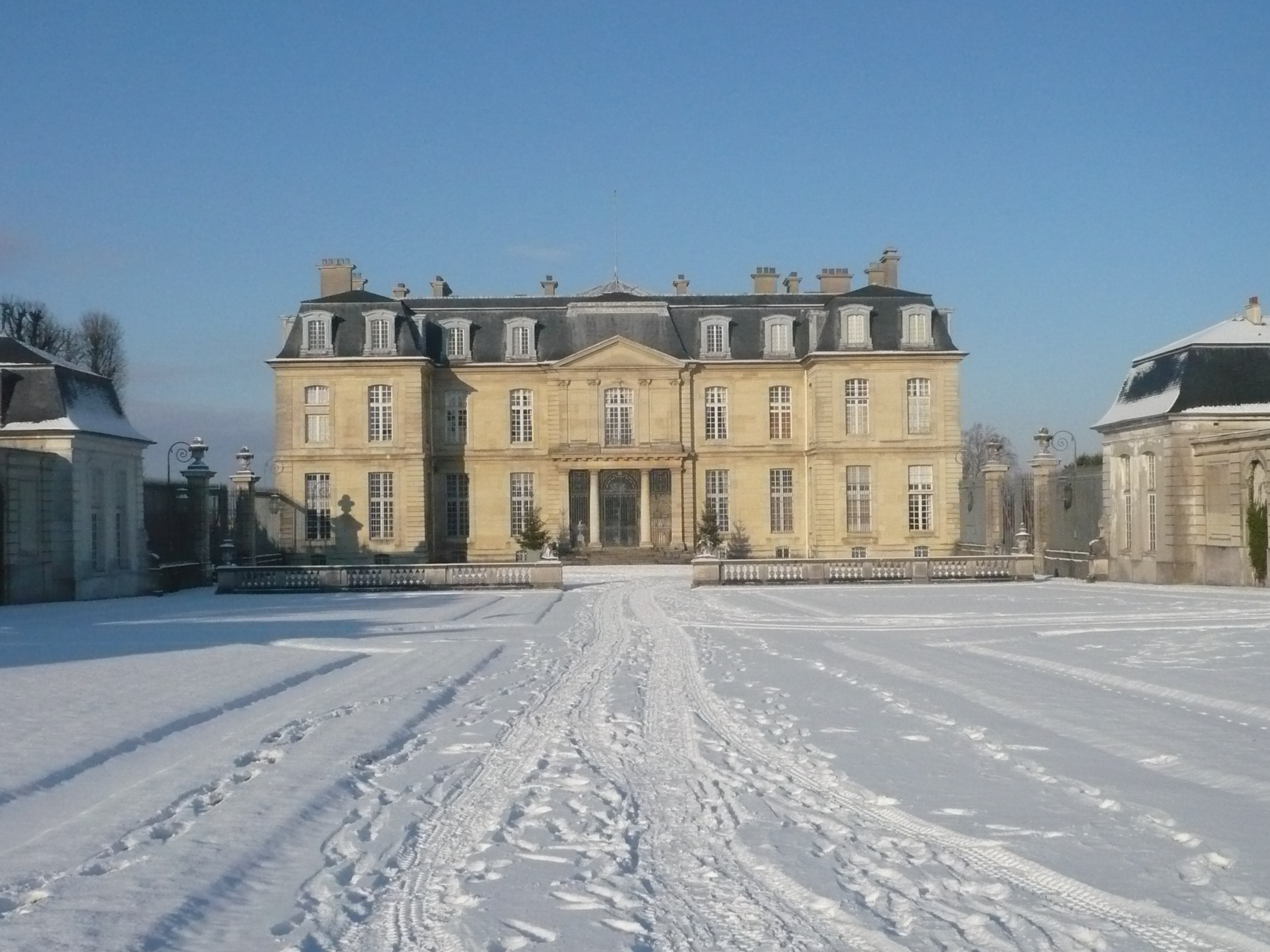
O Château de Champs-sur-Marne sobre a neve

A decoração de origem não está inteiramente documentada, mas desenhos conservados em Estocolmo permitem fazer ideia de certos apainelamentos desenhados por Bullet de Chamblain, nomeadamente as do salão do primeiro andar. "A decoração permanece na tradição de finais do século XVII, com grandes pilastras, como as do salão de assembleia". Os apainelamentos do salão chinês – pintados numa época posterior – assim como as da sala de comer são igualmente de Bullet de Chamblain e situam-se na tradição decorativa de Jules Hardouin-Mansart e realizações de Robert de Cotte para o Château de Versailles e o Grand Trianon, cerca de 1700.
O Duque de La Vallière mandou pôr as decoração ao gosto do seu tempo, essencialmente nos quartos, no boudoir e no gabinete. No rés-do-chão, no salão chinês, os lambris de altura desenhados por Bullet de Chamblain foram pintados com chinoiseries por Christophe Huet na década de 1740. Este artista decorou, igualmente, o boudoir vizinho num camaïeu azul da mesma inspiração.
Foi sem dúvida a Marquesa de Pompadour, locatária do palácio por um breve período, que mandou executar os soberbos apainelamentos da divisão chamada actualmente de "quarto de honra", com decoração de palmeiras, pombos e pavões no meio de folhagens que transbordam da cornija para se implementarem no tecto, no espírito das realizações de Jacques Verberckt e Jules-Antoine Rousseau.
Sob o Segundo Império, certas decorações foram enriquecidas com douraduras e falsos mármores. Para os Cahen d'Anvers, Walter-André Destailleur restaurou as decorações recuperando uma parte das cores de origem sob as camadas de pintura. Libertou assim o camaïeu do pequeno gabinete. O monograma LC, para Louis Cahen d'Anvers, foi acrescentado na rampa de ferraria da grande escadaria. Charles Cahen d'Anvers mandou decapar os apainelamentos do rés-do-chão na biblioteca e na sala de fumo.

## Jardins e dependências

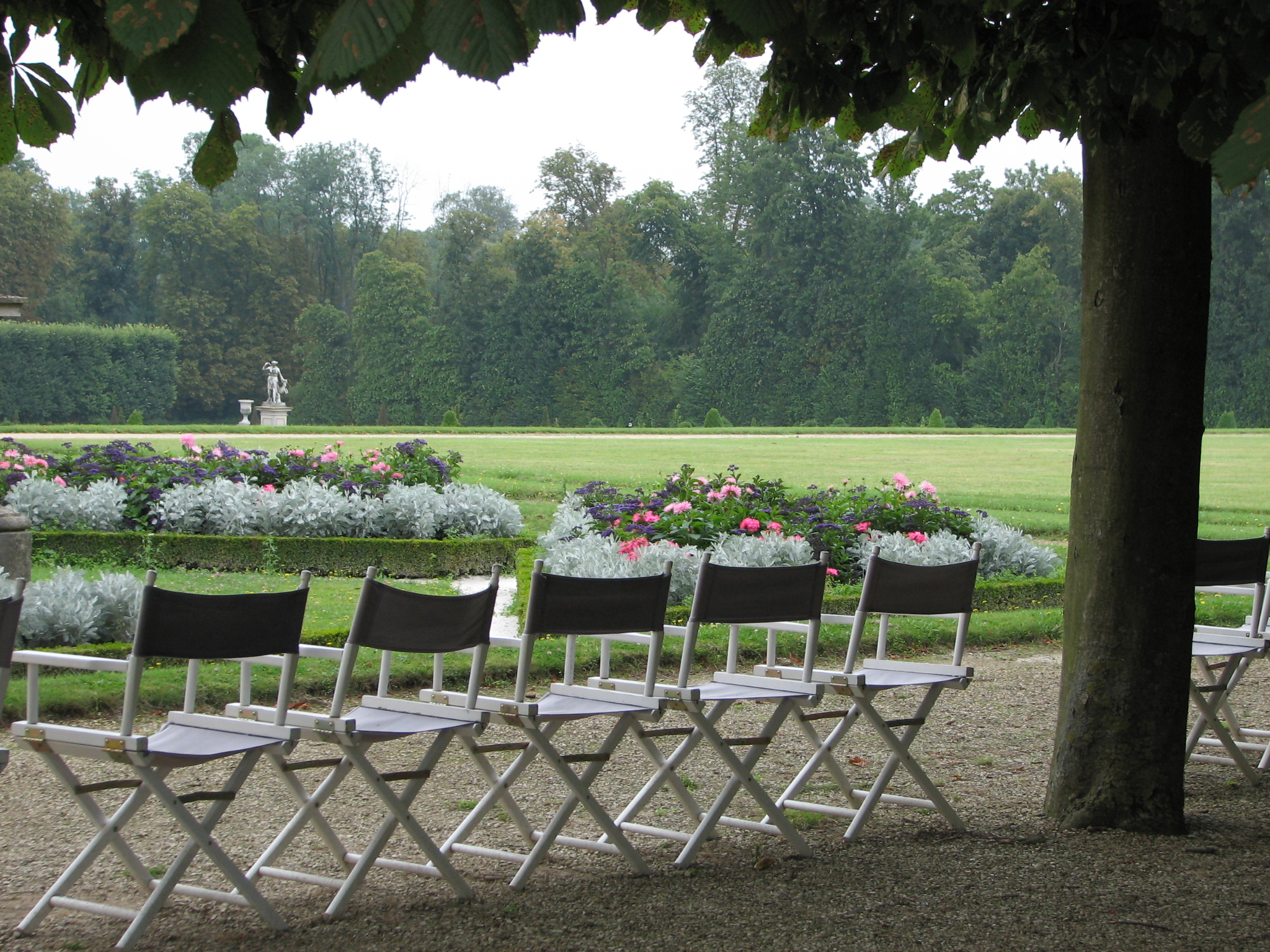
vista parcial do parque do Château de Champs-sur-Marne

Os jardins foram começados cerca de 1710 por Poisson de Bourvallais, que mandou realizar um jardim à francesa. A sua concepção dever-se-ia a Claude Desgots, sobrinho-neto e aluno de Le Nôtre, de quem seguiu estritamente os princípios: um grande eixo pontuado de tanques e esculturas, uma grande alameda de periferia acompanhando o muro de cintura, relvada no seu centro e bordejada por árvores, "parterres de broderies, divisões em bosquetes entrecortados por alamedas transversais e secundárias, quinas. Entretanto, as superfícies relvadas são são mais numerosas e aproximam-se do palácio. Uma certa monotonia lê-se nos desenhos repetitivos das áreas arborizadas". A planta desse jardim foi publicada em 1722 por Mariette, no tomo III da sua Architecture française. É descrito por Dezallier d'Argenville em 1755:
O palácio é acedido por dois terraços que o elevam. O primeiro terraço é delimitado por um talude em inclinação, o segundo por um muro de sustentação. Na base dos degraus, estendem-se os parterres. São seguidos por dois tanques que separam quatro longas peças de relvado, interrompidas por um redondo onde está um grupo de esculturas. Todas essas peças são apoiadas por quinas verdes [sic] ornadas de figuras e de dois pequenos bosques divididos em Cruz de Santo André. Um outro bosquete, acima, forma uma grande sala longa acompanhada de cinco claustros ou estrelas, ornados nos seus centros por figuras e vasos. Ao aproximar-se do palácio, apercebem-se duas salas sendo uma em boulingrin e a outra dividida por sete peças de relvado, ambas rodeadas por árvores isoladas.
As edições sucessivas do Voyage pittoresque des environs de Paris, de Dezallier d'Argenville, permitem retraçar a transformação do jardim por Jean-Charles Garnier d'Isle na época dos Duques de La Vallière. Um planta anónima que se pode datar entre as 3ª e 4ª edições do livro de Dezallier d'Argenville, ou seja entre 1768 e 1779, põe em evidência a sua intervenção que concerne principalemente o eixo este-oeste, perpendicular ao palácio, pontuado de "parterres, de bosquetes mobilados com divisões relvadas e assimétricas e de alamedas com traços mais flexíveis e mais inependentes". No eixo norte-sul, o grupo escultório situado entre os dois tanques desaparece. As superfícies em erva aproximam-se do palácio.
Em 1779, o jardim ainda evoluiu: um longo tapete verde separa os dois tanques no eixo norte-sul. As broderies foram suprimidas e o conjunto do parque foi transformado à inglesa.
A partir de 1895, Henri e Achille Duchêne recrearam jardins à francesa inspirando-se em desenhos antigos. No entanto, redesenharam os bosquetes e os parterres conservando como panos de fundo as largas paisagens à inglesa. "As terras não foram rebaixadas ao nível de antigamente porque aquando da construção do palácio o jardim estava destinado a ser admirado a partir dos apartamentos do primeiro andar, o modo de vida privilegia a partir de então o pé-plano. A perspectiva portanto diferente. Além disso, a dimensão do parque também foi modificada, necessitando de adaptações aos novos panoramas graças à ampliação do domínio". O salão chamado "de Madame" apresenta uma grande arquitectura de treliças. As estátuas do parque são cópias ou reinterpretações de originais que se encontravam no parque de Versailles ou em Itália, mas algumas são originais, tal como a pia baptismal romana ornada com medalhões esculpidos representando papas do século XVI.
A leitaria foi edificada em 1884 contra a fachada oriental da quinta. Para os Cahen d'Anvers, Walter-André Destailleur construíu no início do século XX a orangerie, a casa do jardineiro e os novos comuns a sudoeste do palácio. Construíu de cada lado do pátio-avançado um muro composto por dez arcos cegos separados no seu meio por uma porta e em que cada uma das extremidades é terminada por um pavilhão quadrado. Os comuns da direita, compreendendo a antiga quinta e o pombal senhorial, datam do início do século XVII e são, assim, anteriores ao palácio actual.
Os jardins do palácio estão rotulados pelo Ministério da Cultura francêsa como Jardin remarquable.

## Acesso ao palácio
A entrada do domínio é materializada por uma praça circular que forma, do lado do palácio, uma meia-lua e, no lado oposto, um vertugadin prolongado por uma alameda ladeada por árvores que segue o eixo de ordenação do domínio. Na sua extremidade, esta alameda é ornamentada por um vaso de mármore branco ornado com um sol com as características de Apolo, cópia do final do século XIX de dos dois vasos do Sol executados entre 1684 e 1688 para os jardins de Versailles por Jean Dugoulon e Jean Drouilly a partir dum desenho de Jules Hardouin-Mansart.
O acesso ao cour d'honneur efectua-se através dum salto-de-lobo cruzando um fosso seco e um gradeamento de ferraria coroado por um monograma LC, para Louis Cahen d'Anvers. Em finais do século XIX, o arquitecto Walter-André Destailleur conservou os dois pavilhões de entrada cobertos por um telhado quebrado à mansarda e edificou, dum lado e doutro do cour d'honneur, dois muros perfurados por dez arcos e comportando no seu centro uma porta encimada por um frontão triangular, que dissimulam as cavalariças à esquerda do pátio, edificadas na mesma época, e a quinta e o pombal seiscentista à direita.

## Filmografia
O Château de Champs-sur-Marne tem servido de cenário a vários filmes ao longo da história do cinema, nomeadamente:
- L'Habit vert, filme de Roger Richebé, 1937;
- La Vie de plaisir, filme de Albert Valentin, 1943;
- Ligações Perigosas, filme de Stephen Frears, 1988;
- Ridicule, filme de Patrice Leconte, 1995;
- On connaît la chanson, filme de Alain Resnais, 1997;
- Marie-Antoinette, filme de Sofia Coppola, 2006 (cenas de interior).